# ایرست
ایرست (به استونیایی: Airest) یک شرکت هواپیمایی متعلق به کشور استونی است که مقر آن در شهر تالین قرار دارد.
این شرکت در سال ۲۰۰۲ میلادی تأسیس شده است که در ابتدا در خط تالین-هلسینکی پرواز مستقیم راه‌اندازی کرده بوده است.